# Histoire de la prostitution en Occident
 (janvier 2022).
Cet article traite de l’histoire de la prostitution en Occident depuis ses origines jusqu'à nos jours. La prostitution (du latin prostituere mettre devant, exposer au public) est une activité consistant à accepter ou obtenir des relations sexuelles, en échange d'une rémunération, pendant une période déterminée. Cette activité, qui met essentiellement en relation deux parties, deux individualités (l'individu qui offre des services sexuels et l'individu qui achète ces services), est pratiquée par les membres des deux sexes, mais elle est le plus souvent le fait des femmes pour des raisons socio-politiques liées essentiellement à la domination masculine. La prostitution concerne donc aussi les hommes, qui proposent ainsi des prestations dans un cadre hétérosexuel, homosexuel, travesti ou transsexuel. Les termes génériques employés sont prostitué(e) et client(e).
Tout au long de l'Histoire, ce type d'activité fut tour à tour régulé ou réglementé, sans pour autant écarter l'aspect clandestin voire illégal. La prostitution appartient à l'histoire de la sexualité humaine (en), un domaine longtemps considéré comme tabou, et est l'endroit d'études contemporaines liées aux cultural studies.

## Antiquité

### La «prostitution sacrée»
La prostitution sacrée est la pratique aujourd'hui révolue, de relations sexuelles dans le cadre d'un culte religieux.
Elle a notamment été pratiquée dans les cultures préjuives (Mésopotamie), et indiennes (monde indien).
Jean Bottéro est un des rares historiens à s'être posé la question des origines de la prostitution dans son ouvrage Mésopotamie. Il considère que les premières femmes à avoir été consacrées à la prostitution sacrée pour honorer la déesse de la fertilité, Inanna à Sumer, devenue Ishtar pour les Babyloniens, étaient les femmes stériles ; ne pouvant assurer la procréation au sein d'une famille avec un seul homme, elles trouvent une place dans la société en servant la déesse, devenant l'épouse de tous.
L'historien grec Hérodote parle dans son premier livre des prostituées sacrées, quelquefois nommées harots des temples d'Ishtar et d'autres divinités des civilisations de Mésopotamie. Le Code de Hammurabi, notamment la loi 181, fait référence à une hiérarchie des prostituées sacrées sans faire ouvertement référence à une rémunération par les fidèles.

### La constitution d'une dot
Dans de nombreuses sociétés archaïques, ce fut par exemple le cas dans la société étrusque, la prostitution n'était pas mal vue et représentait pour les femmes de condition libre une source de revenus pour se constituer une dot et accéder ainsi au mariage qui était un statut recherché, à la grande indignation des Grecs qui reprochèrent de ce fait aux Étrusques la légèreté des mœurs de leurs femmes.

### Dans le monde grec

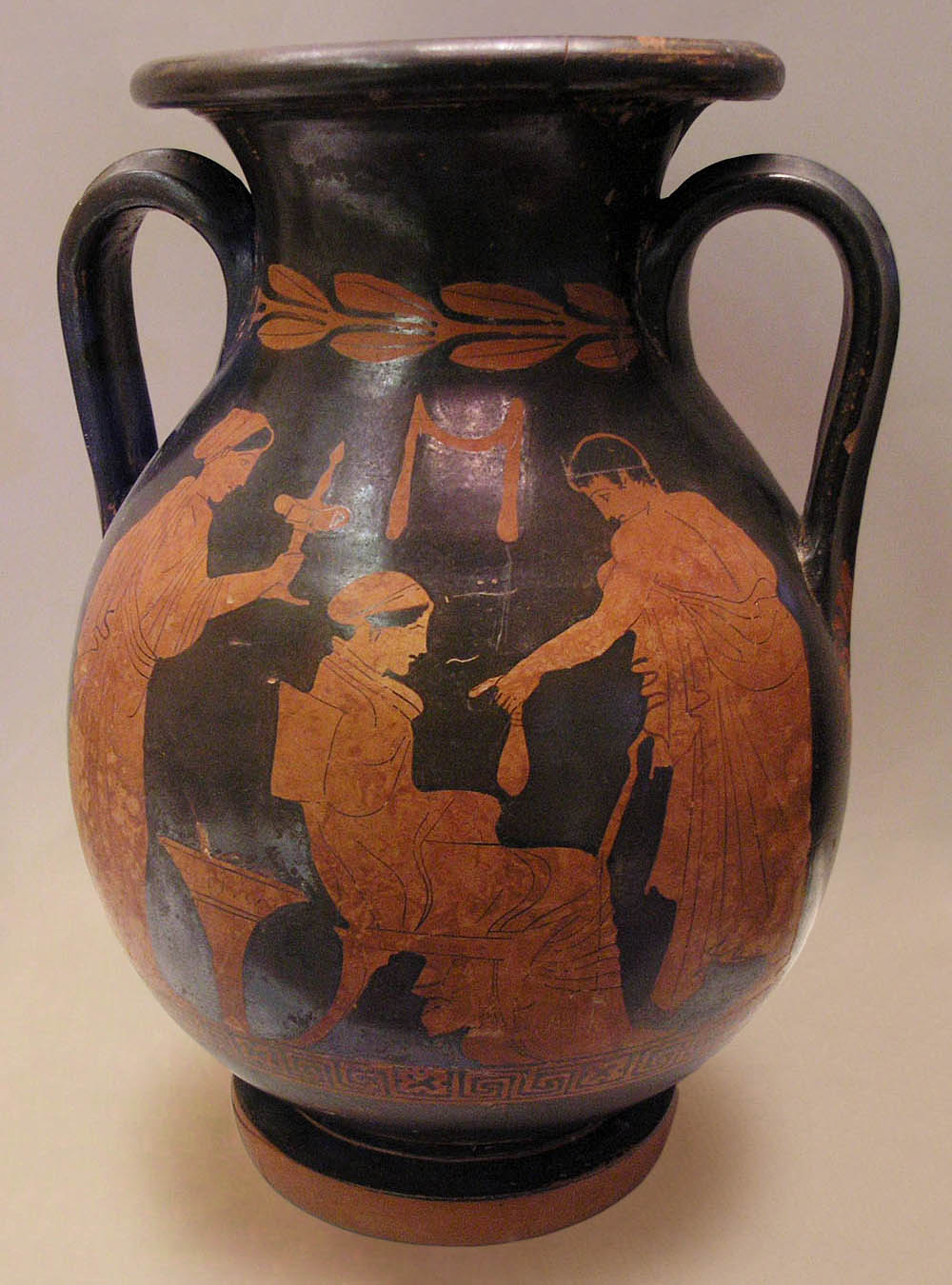
Jeune homme donnant une bourse à une courtisane, œuvre de Polygnote, Musée national archéologique d'Athènes.

En Grèce, à Athènes, on attribue à Solon, le père fondateur de la démocratie, au VIe siècle av. J.-C., la création dans tous les quartiers de la ville d’établissements municipaux : l'offre et la vente de corps se déroulent dans des lieux publics, rigoureusement séparés de l'espace privé (l'oikos, la maison) et considérés comme des zones de commercialisation, des espaces qui transforment les humains en produits. Très vite purent s’ouvrir des établissements privés, soumis à autorisation et redevables de taxes.
Les prostitués sont généralement des esclaves, mais peuvent être des jeunes hommes ou des femmes ayant perdu parents ou tuteurs et restés sans ressources. Celles et ceux qui ne sont pas en maison doivent racoler leur clientèle : les ports sont leur terrain de chasse favori et chaque arrivée de bateau voit affluer les prostitués venant sélectionner les patrons ou les riches marchands. À Corinthe par exemple, ville prospère, le temple d’Aphrodite compte plus de 1 000 prostituées. Par ailleurs, les hétaïres, littéralement, « compagnes, amies », sont des prostituées libres, anciennes esclaves affranchies, qui prodiguaient une distraction intellectuelle, culturelle, mais aussi sexuelle à l'aristocratie. Aspasie (Ve siècle av. J.-C.), amante scandaleuse de Périclès, en est une figure.

### Rome
À Rome, comme ailleurs dans le bassin méditerranéen, ceux qui possèdent des esclaves peuvent en user à leur guise puisque l'esclave est une propriété privée. La femme esclave est d’ailleurs exclue du champ d’application des lois sur l’adultère : son compagnon ne peut l’accuser, que son amant soit le maître ou un tiers. Par ailleurs, les lois condamnant les maîtres qui prostituent leurs esclaves sont si peu efficaces qu’elles vont être souvent reproclamées du Ier au IVe siècle, de même que les lois assimilant à l’adultère les rapports sexuels entre la maîtresse et son esclave.

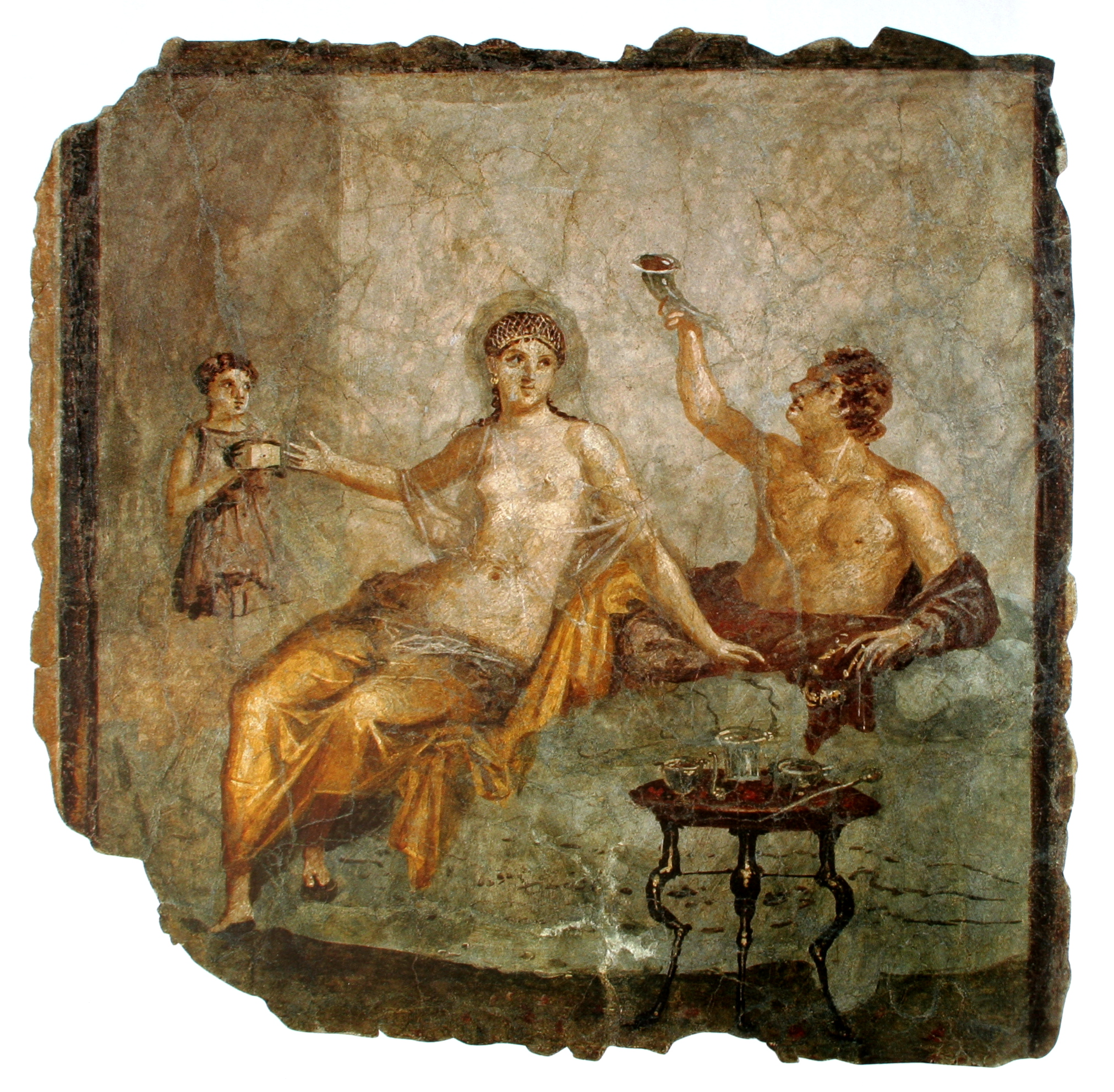
Banqueteur et une prostituée, fresque d'une maison d'Herculanum.

Cependant, la prostitution reste florissante à Rome où elle se présente sous des formes multiples : les prostitués se trouvent en maison signalée par des bougies allumées pendant les heures d'ouverture, dans des auberges, dans des loges, ou dans la rue, devant les arcades (appelées fornix d'où le terme de fornication) comme devant la porte de leurs domiciles. Dans les maisons closes, le client peut échanger un type de jeton, appelé spintria, contre une faveur sexuelle spécifique.
Très tôt, dès le IIe siècle av. J.-C., ils sont inscrits sur un registre spécial et doivent être munis d’une licence d’exercice. Civilement, ils sont frappés d’indignité. Leur condition varie, des plus miséreuses, esclaves, aux courtisans et courtisanes de luxe dont les services se monnaient très cher. Leur population est renouvelée par le trafic d’esclaves alimenté par les guerres et la piraterie : à Délos, 10 000 esclaves sont vendus chaque jour, et dans l’empire ce sont des dizaines de milliers d’enfants et d’adolescents qui approvisionnent chaque année ce marché du plaisir.
Les ruines d'un lupanar à Pompéi témoignent de l'exercice de la prostitution dans la Rome antique. La profession, jugée dégradante, était cependant licite ; la sexualité n'étant pas bridée dans l'Antiquité comme elle le deviendra dans le monde christianisé. Il est difficile d'avoir une image unique de la prostitution à l'époque romaine. Le proxénétisme, lenocinium, fut souvent l'objet d'interdiction et de punition. Néanmoins la présence de prostitués et prostituées, lenones, atteste du contraire. L'empereur fit même taxer la profession pour augmenter les recettes de l'État. Bien que tolérée, cette pratique n'était pas exempte de risques. Un papyrus du IVe siècle relate un procès entre une vieille femme ayant livré sa fille à la prostitution et l'assassin de cette dernière à qui elle demandait réparation. Certaines époques où l'adultère était puni de mort ont vu des dames de la haute société s'inscrire sur le registre des prostituées pour éviter la condamnation.

### Les Hébreux
De leur côté, les Hébreux de la Bible instituent un monothéisme qui, par nature, interdit les rites spécifiques aux différents dieux, et donc théoriquement la prostitution sacrée. La prostitution ordinaire est interdite aux femmes et aux hommes du peuple hébreu (Dt 23,18-19), mais autorisée pour les étrangères. En fait, cette interdiction fonctionne grâce à un tour de passe-passe, car n’est pas appelée « prostituée » la femme que son père prête contre de l’argent, mais seulement la femme qui est sous l’autorité d’un homme et qui, sans son approbation, vend ou donne ses charmes[réf. nécessaire]. C’est le détournement du « bien » d’un chef de famille qui est interdit, pas le commerce sexuel.
La Bible montre de fait que les hommes ont facilement recours aux prostituées (Genèse 38,15), alors que les livres de sagesse répètent à qui mieux mieux le conseil d’éviter celles qui prendront les hommes dans leurs filets pour les dépouiller de tous leurs biens. Les recommandations sont du domaine de la prudence, non du respect des personnes, et la prostituée est un personnage bien présent dans le monde biblique.
Les Hébreux connaissaient aussi la prostitution sacrée. D'après le Deuxième Livre des Rois, Josias, vers 630 av. J.-C., « ordonna [...] de retirer du sanctuaire de Yahvé tous les objets de culte qui avaient été faits pour Baal, pour Asherah et pour toute l'armée du ciel [...]. Il démolit la demeure des prostituées sacrées, qui était dans le temple de Yahvé [...] ». Ce passage est souvent interprété comme renvoyant à de la prostitution au sein du temple, alors que le terme hébreu d'origine peut simplement désigner l'adoration religieuse sans connotation sexuelle, comme dans l'expression « se prostituer auprès d'autres dieux ». Ailleurs dans la Bible, la prostitution sacrée, au sens littéral, est clairement évoquée dans le Deutéronome XXIII:18. Quant à l'histoire de Tamar, dans la Genèse XXXVIII, qui fait également allusion à la prostitution, rien n'indique qu'il s'agisse de prostitution sacrée.

### Christianisme ancien
Modèle:Plagiat
Le Jésus des Évangiles a une attitude très personnelle avec les prostituées qu’il traite amicalement et qu’il donne en exemple de foi : « En vérité je vous le dis, les publicains et les prostituées arrivent avant vous au royaume de Dieu » (Matthieu 21,31). La prostituée est coupable d’une grave faute morale, mais elle peut être sauvée par la foi.
Par la suite, la tradition chrétienne considère la prostitution comme un moindre mal. Les Pères de l'Église en témoignent[citation nécessaire], d'Augustin d'Hippone au IVe siècle, qui estime qu’elle est naturelle et permet de protéger les femmes honorables et les jeunes filles du désir des hommes, jusqu'à Thomas d'Aquin au XIIIe siècle, qui juge qu’elle est nécessaire à la société comme les toilettes à une maison[réf. à confirmer] : cela sent mauvais, mais sans elle(s), c’est partout dans la maison que cela sentirait mauvais. La prostitution est d’ailleurs tellement naturelle que, pour plusieurs théologiens[Qui ?], il est préférable qu’une femme pousse son mari à y recourir plutôt que de consentir à certains rapports sexuels considérés, eux, comme de graves péchés.

### En Arabie
À l'époque anté-islamique, la répudiation d’une femme par son époux la laissait sans droits et sans recours[réf. nécessaire]. Conséquence de la condition féminine de l'époque, un homme épousait à sa guise et en même temps le nombre de femmes qu’il voulait, et qui dépendaient souvent de lui pour survivre [réf. nécessaire]; de la même manière, il pouvait aussi en répudier autant qu’il voulait, sans avoir d’obligations légales vitales vis-à-vis d’elles[réf. nécessaire].
Assez vite, ces femmes répudiées se retrouvaient dans la misère. Lorsqu’elles ne tombaient pas en esclavage dans le strict sens du mot, elles se livraient à la prostitution. Pour attirer l’attention, elles avaient souvent la poitrine nue, à l’image des prostituées sacrées, connues en Mésopotamie et en Inde, régions avec lesquelles la péninsule arabique commerçait et avait des échanges culturels et humains intenses.
Les lieux où se pratiquait la prostitution étaient signalés par un drapeau rouge[réf. nécessaire], d’où le nom des "femmes aux drapeaux". Lorsqu’une prostituée mettait au monde un enfant, une femme physionomiste qafah indiquait lequel des hommes ressemblaient à l’enfant et le lui attribuait. S’il s’agissait d’un enfant que l’on n’avait pas attribué, le propriétaire de la prostituée se l’attribuait et en faisait le commerce. Mais dès l’apparition de l’islam, les choses changèrent car la religion condamnait la prostitution comme péché, notamment par l'interdiction du proxénétisme, et par l’obligation du respect des femmes, de leur droit de choisir un mari. La polygamie légale en islam permettait également à des femmes veuves ou orphelines d'acquérir une protection et une famille.

## Moyen Âge occidental

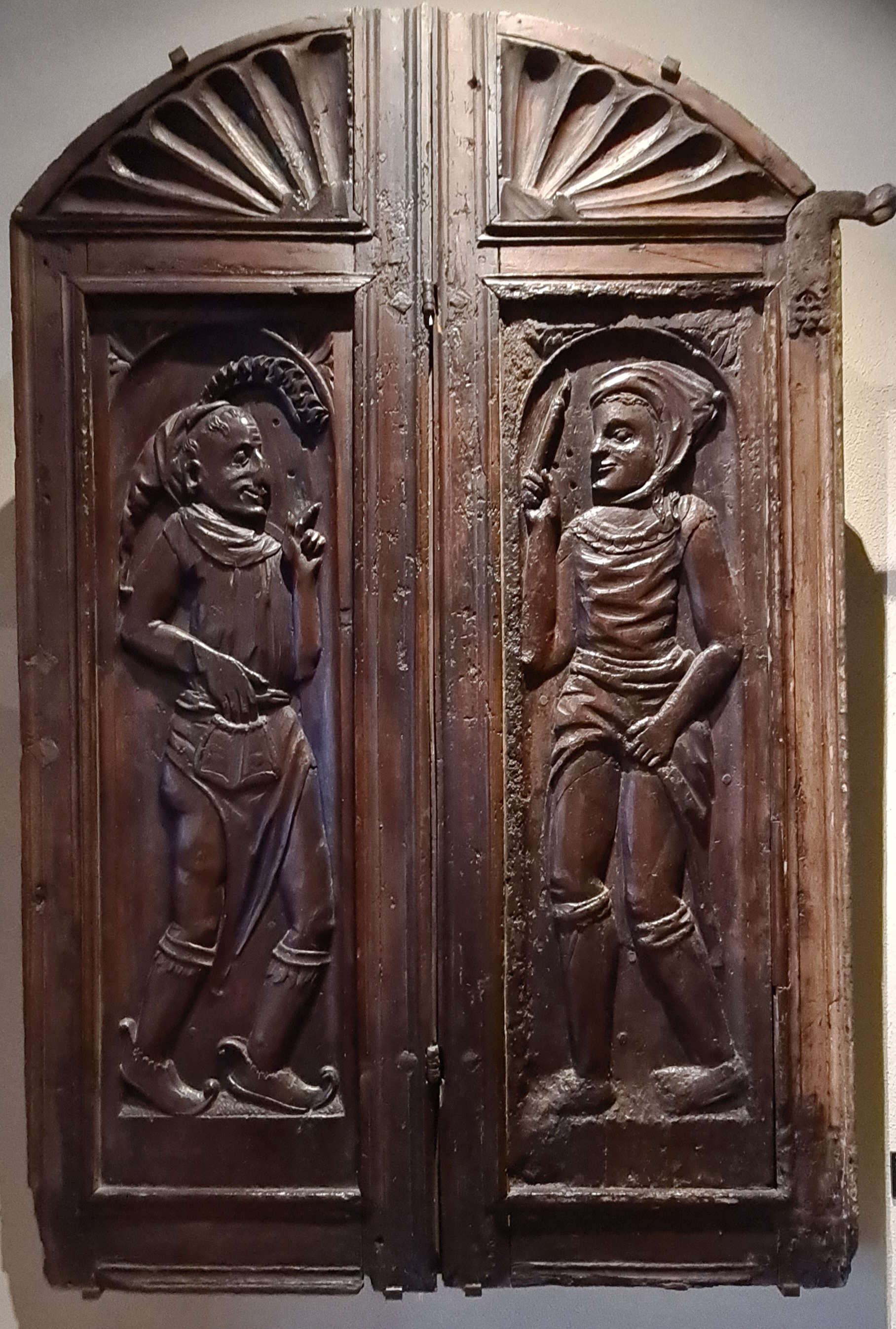
Genève, volet-enseigne d'une maison close au XVe siècle.

Pour comprendre la place de la prostitution en Occident durant la période médiévale, il est nécessaire d’intégrer les questions sociales, humaines et conceptuelles qui traversent la mentalité médiévale. Les femmes vivant de leur corps ont longtemps été associées à la marginalité, au même titre que les juifs, hérétiques, sodomites et toutes les minorités exclues de la société médiévale. Cependant, cette conception accommodante de la prostitution s’avère être fausse. L’intégration des prostituées au sein de la société médiévale est réelle, bien qu’elle ne se soit pas déroulé de manière lisse. En effet, c’est un phénomène complexe qui traverse le second Moyen Âge tiraillé entre condamnations et compréhensions. Cette histoire des amours vénales nous permet alors, de comprendre l’omniprésence de la vénalité, la complexité de ses pratiques et l’intégration sociale des prostituées.

### Omniprésence de la vénalité

#### Les origines des prostituées
En premier lieu, pour réaliser l’importante place de la vénalité durant la période médiévale, il est d’abord impératif de connaître ces femmes, et de comprendre les choix qui les ont poussés à vivre de leur corps. La principale cause de la prostitution reste la marginalité. Les femmes exclues de la société n’ont d’autre choix que de se prostituer pour subvenir à leurs besoins. Cette exclusion de la société est due à des facteurs divers mais le plus courant reste la violence sexuelle. À l’époque médiévale, le terme de viol n’est pas encore connu, on utilisera plutôt les termes d’efforcement ou de défloration si l’abus sexuel a lieu sur une femme vierge. L’efforcement est très courant au Moyen Âge, cependant par peur des représailles et de la honte qui s’abattrait sur la famille très peu de plaintes sont déposées. Seul le statut de mère et d’épouse était reconnu pour les femmes médiévales. C’est pourquoi les principales victimes sont les femmes sans mari. C’est ainsi que ces femmes discréditées par le viol auront du mal à trouver un mari, et à construire une vie honorable. Par conséquent, une femme célibataire ou veuve, sans attache familiale, est déshonorée et miséreuse, donc susceptible de tomber dans la prostitution. De plus, certaines servantes sont exploitées sexuellement et rentrent dans le cadre des prostituées. Mais il existe également une prostitution bien moins miséreuse, ou les femmes choisissent délibérément de vivre de leur corps en recevant chez elles des hommes de condition honorable.

#### Les formes de prostitution
Le mouvement d’officialisation de la prostitution a laissé croître des structures semi-publiques ou privées de natures diverses.
1) Tout d’abord, il existe le prostibulum publicum qui est la seule forme de prostitution légale. Elle se déroule dans des établissements détenus par les autorités publiques de la ville. L’établissement est dirigé soit par une abbesse soit par un cabaretier qui paie un bail aux autorités. Les filles de joie attirent les hommes puis elles festoient au rez-de-chaussée pour enfin s’isoler dans les chambres à l’étage. Les femmes exerçant dans le prostibulum publicum sont nommées fillettes publiques, clostrières ou mérétrices. La prostitution dans ce genre d’établissement est très réglementée. En effet, des officiers recensent et se chargent de faire respecter le règlement par les femmes. Un règlement cependant altéré selon les villes et selon les autorités soit laïques soit religieuses. Les règles les plus souvent répertoriées sont d’une part la participation aux dépenses comme le loyer, le chauffage etc. D’autre part, grand nombre des règles concernent les interdits liturgiques, c’est-à-dire pas d’ébats durant les grandes fêtes religieuses telles que Noël et Pâques, la semaine sainte. La clientèle côtoyant ces établissements est, conformément au règlement, composée de jeunes hommes non mariés. C’est une clientèle stable, souvent locale et honnête car les sentences peuvent être lourdes.
2) De plus, les femmes vénales peuvent également se regrouper dans des étuves qui ne sont cependant pas réellement des lieux propices à la prostitution. En effet, il existe une ordonnance l’interdisant. Néanmoins, ce sont des lieux discrets qui permettent aux hommes mariés, ainsi qu’aux clercs ne pouvant se rendre dans les prostibulum publicum, de forniquer. Ils ont ainsi moins de risque d’être découverts. Ce lieu est plus ambigu et n’est pas soumis à la visite du guet , cette prostitution est non institutionnalisée mais a un coût plus élevé.
3) Enfin, les petits bordelages sont également des lieux pouvant accueillir les prostituées. La plupart du temps ces établissements sont privés et se trouvent dans les hôtels. C'est une femme mariée qui fait office d’entremetteuse afin d’organiser des rendez-vous entre les jeunes femmes et les nobles. Elle tient ce type d’établissement dans l’espoir d’arrondir ses fins de mois. Le plus souvent, la maquerelle recueille des femmes victimes d’agression, et tisse des liens de confiance avec elles.
4) Une dernière forme de prostitution nécessite d’être mentionnée. Celle des filles légères, de « prostitution libérale ». Elles travaillent à leur compte et ne dépendent donc d’aucun établissement. Elles se contentent d’aller d’hôtel en hôtel, ou sont propriétaires de leur propre chambre. Petit à petit elles obtiennent le statut de courtisanes : maitresses de riches marchands ou notables, prostituées de luxe. Le rôle des courtisanes devient considérable dès la fin du XVe siècle.
5) Mais la prostitution n’est pas uniquement urbaine. Les bourgs et les villages possèdent leurs propres prostituées, ou celles-ci se déplacent des villes pour répondre aux besoins des campagnes. Cette errance de femmes étrangères est la forme de prostitution la plus servile, la plus récurrente et la moins perceptible du Moyen Âge.
Il y a donc trois formes de prostituées : mérétrices publiques, cantonnières, ou filles des rues, dans une mentalité médiévale où la femme est perçue comme un être soumis à l’homme.

### La complexité des pratiques
En plus d’être un phénomène omniprésent durant la période médiévale, la prostitution s’affiche complexe, autant dans les modalités du métier que dans la morale sexuelle à laquelle elle doit faire face.

#### Le parcours prostitutionnel selon l'âge
Les prostituées commencent à vendre leurs charmes dès l’âge de 17 ans ; ce ne sont encore que des femmes secrètes. Lorsqu’elles atteignent la vingtaine, les jeunes filles deviennent chambrières dans les étuves, où la prostitution est stratégique mais bien réelle. Puis, devenant trop âgées pour les clients, elles finissent par devenir locataires des prostibulum. Plus les femmes approchent de la trentaine, plus la fin de carrière se rapproche, mais ce n’est qu’une estimation car aucune source n’a jusqu’alors pu le prouver entièrement. Dès lors, plusieurs opportunités d’avenir s’ouvrent à elles : devenir à leur tour tenancière, ou, dans l’idéal, prendre leur retraite dans les fondations Sainte Marie-Madeleine afin qu’elles se repentent, et sauvent leurs âmes, comme Marie-Madeleine, en référence à la parole de Jésus. Néanmoins, il ne faut pas écarter l’idée que le mariage ait sorti plus d’une femme de la prostitution. En effet, épouser une fille de joie est une action perçue comme pieuse par l’Église. Les prostituées sont soumises à de nombreuses contraintes qui rendent leur activité difficile.

#### Les tenues vestimentaires
Tout d’abord, elles doivent porter des vêtements spécifiques qui leur permettent de se distinguer des autres femmes, comme, par exemple, une ceinture jaune. Pour se faire remarquer, elles doivent susciter le client par des attitudes particulières, comme les rites de racolage.

#### La santé publique
De plus, les prostituées respectent généralement les mesures médicales et hygiéniques. Il est vrai qu’elles évitent le rapport vaginal en privilégiant celui oral, anal et manuel à des fins contraceptives. Elles sont inaptes à travailler en cas de règles pour des raisons d’hygiène; de maladie et de grossesse pour des raisons médicales. Le dernier fait exposé reste très exceptionnel puisque le rapport vaginal est évité mais également car la prostituée est supposée être peu féconde car elle est maléfique. Lorsqu'une femme vénale tombe enceinte, elle tente d’abord de le dissimuler. Autrement, deux solutions peuvent se présenter : soit elle abandonne la prostitution en se mariant et en élevant son enfant, soit elle abandonne l’enfant dans un hôpital et continue d’exercer. C’est ainsi que les femmes vénales forment une société complexe. Néanmoins, il faut également entrevoir la réussite de certaines prostituées qui accèdent à une forme de dignité. Leur beauté étaient incontestablement une arme qui a permis d’une part, à certaines d’entre elles, de devenir maîtresses de confortables étuves et de bains fréquentés par des personnages importants et, d’autre part, à certaines de devenir des courtisanes célèbres qui ont pu se reconvertir.

### Les réglementations
Les prostituées ont dû faire face aux nombreuses tentatives juridiques, et réformes de reconnaissance ou de rejet de leurs pratiques au cours du second Moyen Âge. Ceci fait de la prostitution un monde d’autant plus complexe.

#### La prohibition
Tout d’abord, le roi Saint Louis cherche, par la Grande Ordonnance de 1254, à éliminer la prostitution en interdisant aux particuliers de loger les femmes de petite vertu qui doivent être expulsées des villes et villages, et leurs biens saisis. Il souhaite également interdire les jeux de hasard dans les bordels et les bains, fermer les bains publics aux prostituées certains jours de la semaine, les tenir à l’écart des lieux et des rues « honorables » dans l’espoir de raviver une purification. Mais ce texte législatif n'est pas exécuté avec rigueur. Une nouvelle ordonnance royale de 1256 rétablit la prostitution et la réouverture des bordels dans des rues assignées.

#### La partition
Puis, l’état du XIVe siècle impose des réformes successives totales et purificatrices, qui stéréotypent les prostituées comme des boucs-émissaires. Le but de ces réformes est de rétablir une situation nette entre les mondes de la vénalité et la société chaste. L’espace impur est réduit, et la participation des filles de joie aux réjouissances et/ou aux danses générales est limitée. Ces réformes catholiques et municipales ne remettent pas en cause la prostitution, mais uniquement ses abus. Dès la fin du XVe siècle les étuves ont presque toutes disparu ; par exemple en France, les grandes familles lyonnaises ne possèdent plus de bains. Au XVIe siècle, dans les villes triomphantes de la réforme, comme à Genève et Lausanne, la prostitution est proscrite par l’édit général de réformation. Enfin, dans l’Empire la majorité des villes catholiques se sentent obligées de suivre l’exemple des réformateurs Luther et Calvin, et ferment leurs bordels à raison d’une dizaine environ par décennie.

#### La réglementation
L’attitude, commune à beaucoup de responsables religieux et ou laïques, tend à la résignation et considère la prostitution comme inextirpable et pratiquement naturelle. Ceci peut être partiellement expliqué par l’action inconstante et molle des conseils urbains au moins jusqu’à la Réforme. La façon de penser des clercs fait de la vénalité organisée l’arme la plus efficace de lutte contre le chaos. Face aux menaces de désordres charnels et de corruption, l’Église grégorienne, instauratrice d’un ordre conjugal voulu rigoureux, tolère à la luxure masculine. C’est-à-dire qu’elle leur fournit des femmes vouées au péché, avant une réhabilitation possible. La justification théologique est celle d’un moindre mal ; moins que la violence, le vice, l’adultère, l’inceste, le sacrilège ou pire, elle se traduit socialement par la notion d’utilité commune. Une affaire censée répondre aux pulsions masculines en ces sociétés médiévales « fortement charnelles » et qui, proches de la nature et bousculées par la mort, savaient apprécier les « âpres saveurs de la vie ».

### Les rôles sociaux
Les prostituées, pourtant longtemps perçues comme des marginales, ont joué un rôle de régulation dans une société encore traditionnelle.

#### Les profits de la prostitution
Il ne faut pas oublier que les pratiques vénales sont un profit financier non négligeable. Les responsables de l'ordre public, municipalités, seigneurs laïcs ou ecclésiastiques, évêques et pape organisent progressivement la prostitution , déjà à partir du XIIe siècle, et surtout dès le XIVe siècle, et acquièrent un profit. L’élément monétaire fait alors de la prostituée une travailleuse qui reçoit en espèce le prix de sa peine. Cette rémunération, variable, instaure pour la prostitution une part de rationalité, et, donc, réduit la faute. Pour d’autres, elle est comme une aumône, c’est-à-dire un rachat effaçant le péché. La prostitution n’est pas en désaccord avec la famille, elle ne contredit pas et ne se substitue pas à l’ordre conjugal. Dans certains écrits littéraires, elle surgit même pour venir en aide à une famille en détresse. En effet, en Italie du Nord, les autorités expliquent même que le recrutement de prostituées attirantes permettrait de convaincre les jeunes hommes de se détourner de l'homosexualité. Il n’y a aucun mépris envers les jeunes fornicateurs, ils ne se sentent pas en faute car la Nature les pousse à prendre leur plaisir : « la fornication était pour les jeunes une coutume », dans ce cadre là, les prostituées ont le rôle d’enseigner le sexe aux hommes.

#### La responsabilité morale
De plus, les prostitués ont également une responsabilité morale. C’est sur elles que repose en partie la défense de l’ordre collectif. Les femmes de petite vertu contribuent à défendre l’honneur des femmes face aux turbulences. Elles participaient aussi aux luttes contre l’adultère. Théoriquement, elles étaient chargées de dénoncer les hommes infidèles, et avaient à charge des jeunes et des compagnons étrangers afin de tempérer leurs agressivités et de les détourner des crimes les plus graves.

Le cercle restreint de la vénalité médiévale a engendré beaucoup de tribulations. Mais il a également permis la survie de nombreuses femmes misérables, et a favorisé l’existence de quelques minorités heureuses. Il existe des niveaux sociaux divers et non une, mais des prostitutions à des degrés de tolérance changeant selon les périodes. C’est ainsi que les filles de joie sont à la fois objet de haine, d’amour, de répulsion et d’attirance.

## Période moderne

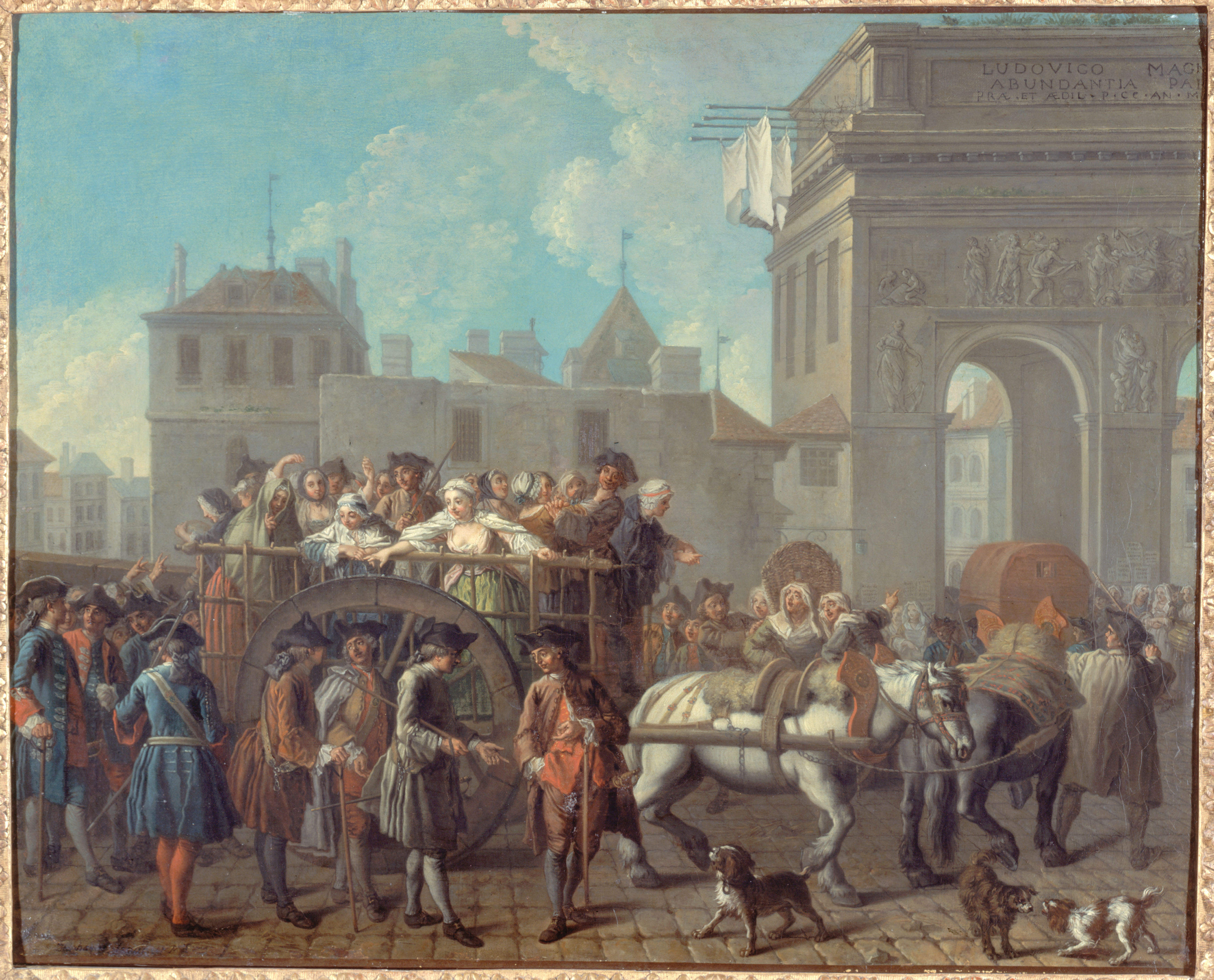
Étienne Jeaurat, Le transport des filles de joie de l'Hôpital, 1755, musée Carnavalet.

Du XVIIe au XIXe siècle, la période moderne est marquée par la volonté de lutter contre la prostitution. Parfois, les mesures visent son éradication, par l’emprisonnement ou le bannissement. Mais beaucoup de ces mesures sont assez vite oubliées, ou pas du tout appliquées. Certains comportements sont nouveaux : des asiles s’ouvrent pour les femmes repenties, que vont bientôt rejoindre celles que l’on considère comme risquant de tomber dans la prostitution parce que pauvres et célibataires. Des ordonnances précisaient même de n’admettre que les jolies filles, les laides « n’ayant pas à craindre pour leur honneur ». L’Angleterre, puis l’Espagne, créent de tels établissements. En 1658, Louis XIV ordonne d’emprisonner à la Salpêtrière toutes les femmes coupables de prostitution, fornication ou adultère, jusqu’à ce que les prêtres ou les religieuses responsables estiment qu’elles se sont repenties et ont changé. C’est alors la première fois en Europe que la prison sert de punition : elle ne servait auparavant que pour garder les accusés jusqu’à leur procès, ou les condamnés jusqu’à leur départ pour l’exil ou le bagne.
Le « système français » au XIXe siècle se distingue par une réglementation qui vise à confiner la prostitution dans des lieux clos faciles à surveiller (favorisant de ce fait les tenancières de maisons de tolérance et de rendez-vous au détriment des filles du trottoir) et à obliger les prostituées à se soumettre à une visite sanitaire (voir péril vénérien) tous les 15 jours dans un dispensaire. Ce système différencie la prostitution tolérée de la prostitution clandestine : les « filles soumises » de la prostitution tolérée obéissent aux règlements de la police des mœurs (« filles à numéro » travaillant dans une maison close dont le numéro de rue est inscrit au-dessus de la porte et sur le registre les listant, « filles à carte » ou « filles libres » figurant sur les registres de la préfecture de police ou de la mairie, et ayant une carte au dos de laquelle figurent l'essentiel de leurs obligations) ; les « filles insoumises » ou « clandestines » (depuis la fille du trottoir se prostituant misérablement dans la rue jusqu'à la cocotte) échappent au contrôle de la police des mœurs.
L’Angleterre commence à déporter aux Antilles les filles des maisons fermées : elles sont 400 après la fermeture des maisons de Londres en 1650 ; on estime à 10 000 celles qui rejoignent de force l’Amérique de 1700 à 1780. L’aristocratie européenne semble particulièrement violente dans sa façon de vivre la sexualité et, contrairement au Moyen Âge, on a pour ces siècles des récits de brutalité dans les établissements où orgies, coups, flagellation, débauche de mineurs sont courants. La société dans son ensemble est caractérisée par la violence sexuelle et, dans les campagnes comme dans les villes, des bandes organisées attaquent les femmes isolées pour des viols collectifs accompagnés de sévices.
Dans les Pays-Bas autrichiens, l'Église prend une place plus importante dans la vie sociale et tend à réprimer ceux qui agissent à l'encontre de la morale. Contrairement à aujourd'hui, la prostitution concernait essentiellement les femmes qui se produisaient en public devant des hommes, avec ou sans rapport sexuel. Il est important de remarquer que la notion d'argent n'a pas de sens pour donner une définition de la prostitution aux Temps Modernes, les rapports étant soit gratuits, soit rétribués. La prostitution était avant tout un crime contre la morale. Bien qu'au Moyen Âge les autorités ferment les yeux sur cette pratique, elles tentèrent de la canaliser avec des mesures et dans des endroits bien délimités tout au long des XVe et XVIIIe siècles.
Il faut remarquer que les mesures deviennent beaucoup plus sévères à partir du XVIIe siècle. Selon les historiens Jos Monballyu et Nanouche Heeren, cela est dû à « (...) l'embourgeoisement, et la pudibonderie qui l'accompagne (...) ». À Bruxelles, jusqu'à la fin du XVIe siècle, la prostitution se déroulait plus ou moins librement dans plusieurs quartiers. Toutefois, les autorités de la ville ont été obligées de la limiter à deux rues et à interdire le racolage tant le phénomène avait pris de l'ampleur. Les prostituées qui ne respectaient pas ces règles étaient emprisonnées, placées sur l'échafaud, flagellées ou encore bannies, ce qui est général dans la plupart des villes des Pays-Bas. L'humiliation était pour les échevins un moyen efficace pour lutter contre ces infamies. Cependant, les résultats étaient plus que médiocres. Les femmes bannies revenaient par une autre porte, et celles qui n'avaient plus d'honneur n'accordaient aucune importance à l'humiliation. Le même sort était réservé aux tenanciers de bordel, même si ceux-ci devaient également régler une amende. C'est pourquoi la ville de Bruxelles créa au milieu du XVIIe siècle une « Cruyscapelle » destinée à enfermer les femmes de mœurs légères. La pratique selon laquelle il fallait enfermer les prostituées dans une cage sur la place publique pour que les passants la fassent tourner, comme c'est le cas à Amsterdam, a vite été rejetée par le magistrat de la ville parce qu'ils trouvaient cette mesure trop indécente, non pas pour la prostituée enfermée, mais pour l'ordre public troublé dû au comportement de celles-ci après ce châtiment.
Le rôle joué par l'Église et particulièrement ambigu.[source insuffisante] D'une part, et ce, depuis saint Augustin, elle voit la prostitution comme un mal inévitable qu'on ne peut enlever d'une société sous peine d'avoir d'autres maux. D'autre part, par son obligation morale, elle réprime, à l'aide de ses tribunaux ecclésiastiques, non pas les prostituées, mais les tenanciers et autres entremetteurs au nom de la morale conjugale. Dans l'archevêché de Malines, dont dépend notamment la ville de Bruxelles, l'archevêque avait également le droit de bannir des habitants, ce qu'il fit à plusieurs reprises lorsque le proxénétisme se faisait trop bruyant et dérangeant dans un quartier. Cependant, nous remarquons que les différentes autorités restaient très laxistes par rapport aux nombreuses plaintes déposées par les curés des paroisses de la capitale, surtout par ceux du Finistère, leur demande n'ayant pas été suivie parce qu'elle était exagérée, et parce que la prostitution était jugée comme un mal nécessaire.[réf. à confirmer]
Il y a trois types de prostituées à mettre en évidence. Tout d'abord, il y a les courtisanes qui travaillent à leur compte et qui s'occupent d'une clientèle exclusivement riche. Ensuite, il y a les prostituées qui travaillaient dans les bordels. Elles louaient une chambre aux tenanciers, souvent un couple, qui s'occupaient alors de la nourrir et de la loger contre le don de son corps. Souvent, le mari s'occupait de l'auberge pendant que la femme préparait les chambres et les prostituées. La tenancière était souvent une ancienne prostituée qui était trop âgée pour exercer son métier. Elle et son mari profitaient également de leurs enfants pour les faire travailler au bordel pour n'importe quelle tâche. Le troisième groupe est celui des femmes qui travaillaient dans la rue. Il s'agissait souvent soit de femmes pauvres, atteintes dans la plupart des cas de maladies vénériennes, qui cherchaient un deuxième salaire, soit de femmes cherchant à voler les clients. Contrairement au premier groupe, elles étaient exploitées par un proxénète à qui elles étaient soumises. Quand les bordels étaient pleins de clients, les tenanciers descendaient parfois dans la rue afin de prendre celles qui se trouvaient dans les parages.
Le nombre croissant de prostituées est probablement dû à l'appauvrissement de la population. À Bruxelles, la prostitution était une alternative pour les chômeuses, mais aussi pour celles qui vivaient de métiers du textile, parce que ces industries sont en recul perpétuel à partir du XVIIIe siècle. Vient s'ajouter le chiffre des femmes de la campagne qui viennent en ville dans l'espoir de s'extirper de leur vie très précaire. Toutefois, nous remarquons que la plupart des prostituées qui travaillent à Bruxelles sont originaires de la ville. Même s'il y a plus d'arrestations d'étrangères, ça ne veut pas dire qu'il y a plus de femmes qui viennent de l'extérieur de la ville, mais plutôt que la police est plus sévère avec celles-ci puisqu'elles nuisent à l'image et à l'ordre public, mais surtout parce que la capitale est en proie à un nombre croissant de prostituées venues de toutes les provinces. De plus, ces femmes viennent à Bruxelles pour fuir leur misère et ne connaissent pas spécialement les coutumes locales, ce qui fait qu'en plus de vivre misérablement, elles sont difficiles à gérer quant aux lieux qu'elles fréquentent, ou encore dans la manière d'accoster les passants.
La clientèle des bordels était très diversifiée. Toutes les couches sociales, des maçons aux personnes de bonne famille, les côtoyaient, aussi bien les hommes mariés que les jeunes célibataires. Les entremetteuses jouaient de tout leur art pour emmener ces hommes dans les endroits de luxures. Certaines allaient même jusqu'à voler le chapeau de leur victime pour l'obliger à entrer dans les auberges et ainsi profiter de son argent grâce à des paroles et des gestes affriolants.
Les filles publiques sont réprimées de la même façon que les autres vagabonds ou malfaiteurs de la société de l'Ancien Régime. C'est-à-dire, d'une part, qu'elles bénéficieront de traitement de faveur si elles sont de bonne famille et, d'autre part, que leur peine sera plus lourde si elles viennent de couches plus basses de la société. Dans le premier cas les prostituées seront plutôt internées dans des couvents, dans l'autre elles seront humiliées sur la place publique pour être ensuite soit incarcérées, soit bannies. Dans le cas de la ville de Bruxelles, l'ordonnance de Marie-Élisabeth datée du 18 août 1732 nous donne une idée de cette pratique. L’Amman de Bruxelles, le baron de Reynegom, avait fait la requête au Conseil Privé de châtier les prostituées comme c'était le cas en Hollande. Il fallait les enfermer dans une cage et les faire tourner devant la foule. Mais ceci est refusé par la gouvernante parce que trop inutile. C'est pourquoi elle ordonna que les filles de débauche soient exposées à la honte publique, attachées à un poteau sur un échafaud avec un collier de fer, tenant un écriteau qui expose le crime commis. Cette forme de répression est fortement semblable à celle utilisée pour les vagabonds. L'ordonnance stimule un autre châtiment pour les filles de bonne famille qui sont privilégiées. Elles seront enfermées dans une sorte de couvent, la maison Sainte-Croix ou « Cruyshuys », à l'abri des regards, afin de ne pas porter atteinte au renom de leur famille.
Nous voyons donc une collaboration accrue entre l'État, les villes et les autorités religieuses pour lutter contre la prostitution durant tout le XVIIIe siècle. Mais ce phénomène n'est pas significatif de la période entière. En effet, d'après Josef de Brouwer, le XVIIIe siècle est fortement marqué par des régimes « anticléricaux », où l'image du roi comme défenseur de l'Église est « marchandée » contre une diminution du pouvoir ecclésiastique au profit du souverain. Ainsi, Charles VI interdit aux évêchés dès 1723 d'exercer un pouvoir temporel. Cette tendance ne cesse de s'accroître durant toute la période autrichienne et atteint son paroxysme avec le règne de Joseph II qui accapare tous les biens et pouvoirs de l'Église. Le droit du souverain prend le pas sur l'autorité ecclésiastique et sur celle des villes. Ces derniers jalousent donc toutes ces pertes de terrain et s'efforcent donc de garder et d'exercer les maigres privilèges qui leur restent, entraînant donc des rivalités entre eux.

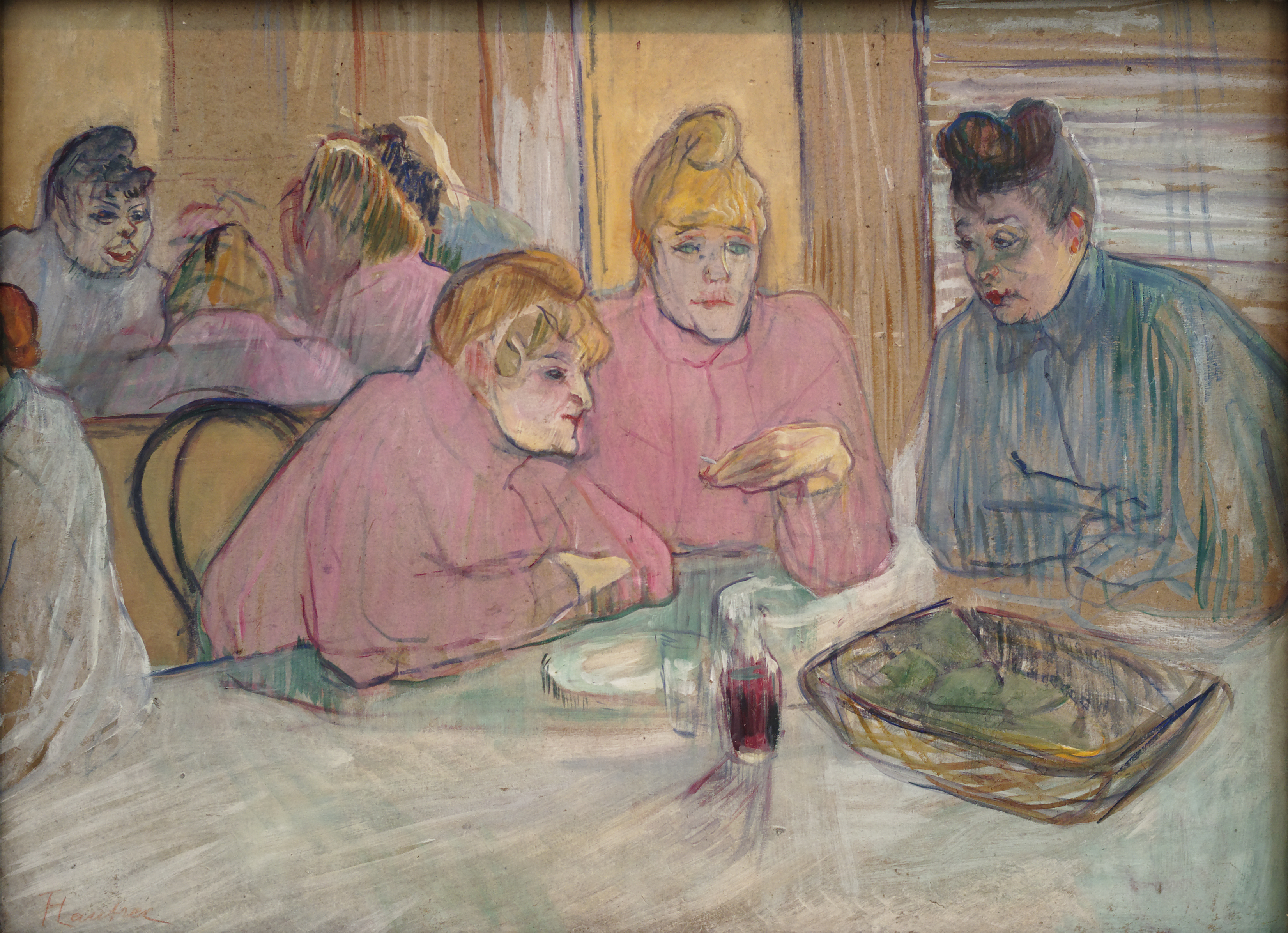
Ces dames au réfectoire (1893-1895). Henri de Toulouse-Lautrec.

Dans cette ordonnance nous constatons également que l'image de la prostituée s'est fortement dégradée durant tous les Temps Modernes. En effet, alors qu'au Moyen Âge elles étaient respectées si elles se conduisaient comme des femmes respectables, l'autorité de plus en plus importante accordée au pouvoir central jusqu'au XVIIIe siècle entraîne une vision de la prostituée comme criminelle coupable de désordre dans l'ordre public, elle est humiliée et jugée par toute la société. La prostitution devient donc un phénomène marginal qu'il faut cacher aux yeux de tous. Cependant, vers la fin du XVIIIe siècle, les élites se sensibilisent à ce problème et il s'en crée une véritable admiration de libertinage et de plaisir, ce qui conférera à la société du XIXe siècle un double regard contradictoire sur la prostitution.
Cette volonté de cadrer et de réprimer les prostituées est due notamment à la peur que la débauche entraîne. En effet, le magistrat urbain tout comme les religieux ont une peur exacerbée du péché, dont la sexualité est l'un des plus importants. Ils voyaient dans le plaisir de la chair un retour à la bestialité tant haïe par les modernes, que la relation soit conjugale ou extra-conjugale. Commettre ce péché est directement synonyme de descente en Enfer. Le corps de la femme fait donc peur, c'est un « agent de Satan » qui pousse au péché. La femme est dangereuse pour l'homme, elle éveille en lui des sentiments ambigus, entre admiration et répulsion. Elle est mystérieuse, cache ses secrets, et les met en œuvre pour faire ce dont elle a envie. D'un côté, depuis l'antiquité, l'homme voit la femme à l'image d'une Nature qui enfante et protège ses petits. Mais peu à peu, avec l'avènement de la science, les scientifiques découvrent une Nature qui peut détruire, qui peut être sauvage. La femme est donc diabolisée à l'image de la Nature dont on a peur. Les femmes du peuple sont décrites comme proche de l'animal en mettant en valeur le côté violent et impulsif. La société est ainsi très influencée par la religion catholique. Cependant, celle-ci ne fait pas que rejeter la sexualité. Il est normal que les couples aient une vie sexuelle, en y incorporant même du plaisir. Mais elle doit rester mesurée et ne pas être excessive, tant par l'activité que par les différentes positions. C'est donc l'excès qui est condamné, pas les relations sexuelles normales au sein d'un couple. Ajoutons que l'adultère, même s'il s'agit d'un affront à la morale sociale, est bien plus fréquent chez les hommes que chez les femmes, bien que certains théologiens comme François de Sale trouvent ça anormal que l'homme empêche son épouse de le tromper alors que lui n'hésite pas à le faire. Outre les contraintes institutionnelles qu'elle impose, le caractère « décadent » de la sexualité est également ancré dans les mœurs. La décence est le mot d'or de la société moderne. L'historien Marcel Bernos met en valeur le fait qu'il ne faut pas voir des aspects exclusivement négatifs de ces règles. Elles ont, selon lui, contribué à mettre fin aux mariages des filles trop jeunes qui étaient à peine pubères.
À la veille de la Révolution française, on évalue à 30 000 les simples prostituées de Paris et à 10 000 les prostituées de luxe ; à Londres, elles seraient 50 000, ce qui est une preuve de l’échec des mesures de répression.

## Époque contemporaine

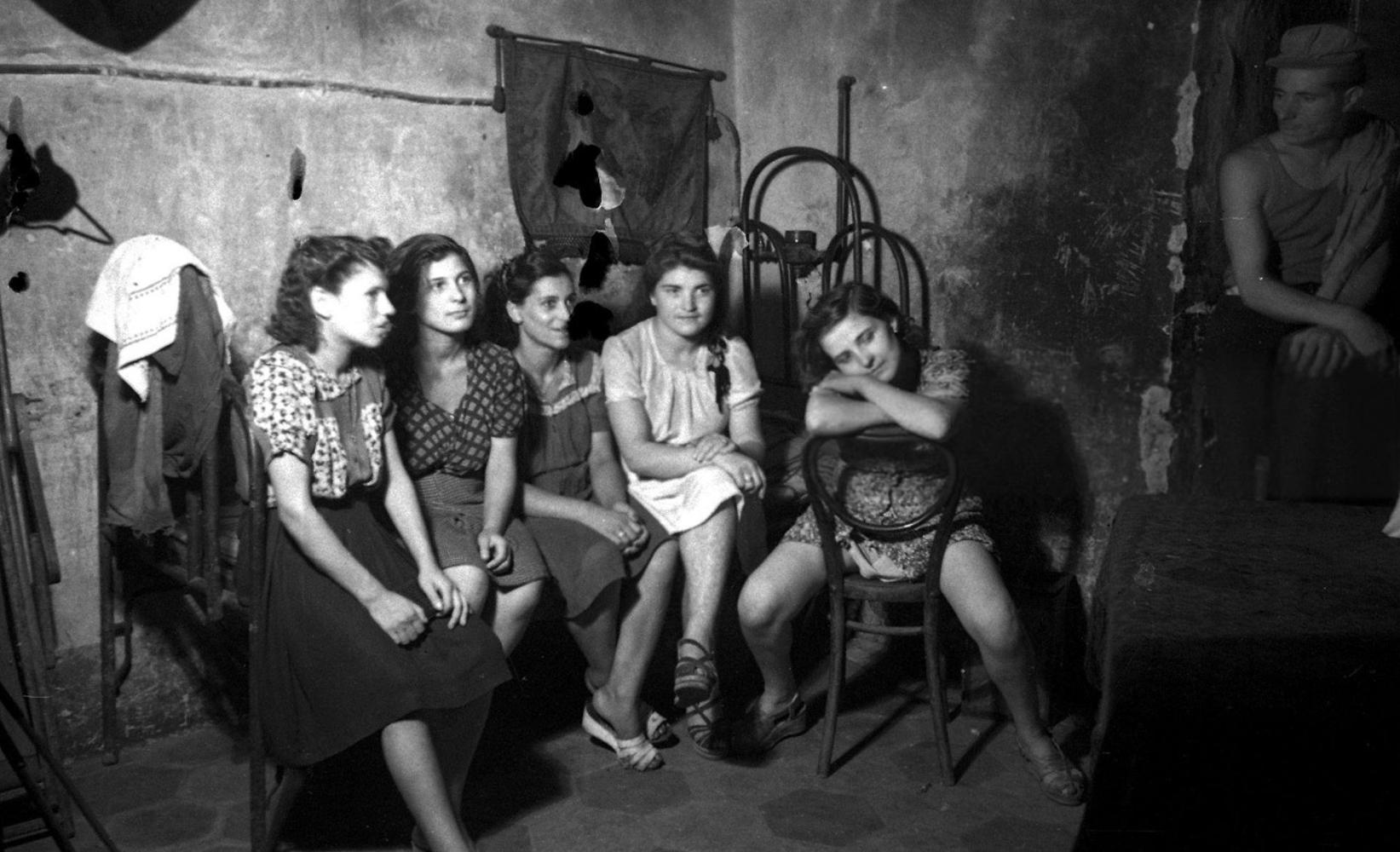
Intérieur d'une maison close à Naples, 1945

La France, qui a été le pays d'origine du réglementarisme, change d'orientation en 1946 et adopte un régime abolitionniste, à la suite de la loi dite « Marthe Richard ». L'Italie suit en 1958 avec la loi dite « Merlin ».
Du 15 au 17 octobre 2005 a eu lieu une conférence européenne de prostituées à Bruxelles qui a débouché sur la rédaction d'un manifeste et d'une déclaration des droits des travailleurs du sexe.
En France, depuis la loi du 13 avril 2016,, l'exercice de la prostitution est toléré mais l'achat de services sexuels est interdit, ce qui revient en fait à une interdiction de la prostitution mercantile.